# کولتورواون
کولتورواون (به سوئدی: Kulturväven) یک مرکز فرهنگی در شهر اومئو، سوئد است.
این مجموعه در پاییز ۲۰۱۴ میلادی در سالی که این شهر یکی از دو شهر پایتخت فرهنگی اروپا است افتتاح خواهد شد، این مرکز فرهنگی در کنار رود اومه قرار دارد و مساحت آن ۲۴٬۰۰۰ مترمربع و هزینه کل ساخت آن ۷۰۰ میلیون کرون سوئد تخمین زده شده است.
از امکانات این مجموعه می‌توان به سالن‌های تئاتر، سینما، کتابخانه، مرکز تجاری و هتل اشاره کرد.